# Kabinett Trovoada III
Das Kabinett Trovoada III ist die 16. Regierung São Tomé und Príncipes, auf portugiesisch die XVI Governo Constitucional de São Tomé e Príncipe. Es ist die dritte unter Premierminister Patrice Trovoada gebildete Regierung des afrikanischen Inselstaates São Tomé und Príncipe, nachdem das vorherige Kabinett aus MLSTP–PCD, sowie MDFM in der Parlamentswahl 2014 abermals starke Verluste hinnehmen mussten und die Koalition nicht mehr fortgesetzt werden konnte.
Sie ist die erste Regierung seit der Einführung der Demokratie, die die gesamte Legislaturperiode im Amt blieb, abgesehen von wenigen personellen Änderungen im Herbst 2016.
Trovoada bildete dank der absoluten Mehrheit der Acção Democrática Independente eine ADI-Einparteiregierung, die im November 2014 vereidigt wurde. In diesem dritten Kabinett Trovoadas waren neun der 13 Minister bereits in seinen vorherigen Kabinetten vertreten.
| Regierungskoalition | Mandate |
| ------------------- | ------- |
| ADI                 | 33/55   |

Der Justizminister Roberto Raposo trat im Februar 2016 zurück, nachdem sein Vorwurf publik wurde, dass die steigende Kriminalitätsraten an der Inkompetenz und Korruption der Richterschaft liege. Fünf von zwölf in diesem Zusammenhang untersuchten Richtern wurden im Mai in den Verwaltungsdienst zwangsversetzt, was jedoch im April 2017 trotz des Protests der Regierung vom Verfassungsgericht revidiert wurde.
In Folge des Rücktritts und als politisches Zeichen, Kosten einzusparen, reduzierte Trovoada im Oktober 2016 sein Kabinett durch Zusammenlegungen von 13 auf elf Ministerien.
So wurde beispielsweise das Ministerium für Justiz und Menschenrechte um das Ressort der öffentlichen Verwaltung ergänzt.
Dem Kabinett gehörten folgende Minister an:
| Partei | Partei | Amt                                                                               | Amtsinhaber                                                   |
| ------ | ------ | --------------------------------------------------------------------------------- | ------------------------------------------------------------- |
|        | ADI    | Premierminister                                                                   | Patrice Trovoada                                              |
|        | ADI    | Minister für Verteidigung und innere Ordnung                                      | Carlos Stock bis 2016 Arlindo Ramos ab 2016                   |
|        | ADI    | Minister für Kultus und Kommunikationswesen                                       | Olinto da Silva Sousa Daio                                    |
|        | ADI    | Minister für Auswärtiges, Zusammenarbeit und                                      | Manuel Salvador dos Ramos bis 2016 Urbino Botelho ab 2016     |
|        | ADI    | Ministerin für Gesundheit                                                         | Maria de Jesus Trovoada dos Santo                             |
|        | ADI    | Ministerium für Justiz und Menschenrechte ab 2016 auch für öffentliche Verwaltung | Roberto Raposo bis 2016 Ilza dos Santos Amado Vaz ab 2016     |
|        | ADI    | Minister für Parlamentsangelegenheiten                                            | Alfonso da Graça Varela da Silva                              |
|        | ADI    | Minister für Infrastruktur, Bodenschätze und Umwelt                               | Carlos Vila Nova                                              |
|        | ADI    | Minister Finanzen, Handel und Wirtschaft                                          | Agostinho Fernandes bis 2016 Américo d’Oliveira Ramos ab 2016 |
|        | ADI    | Minister für Landwirtschaft und ländliche Entwicklung                             | Teodorico de Campos                                           |
|        | ADI    | Minister für Jugend und Sport                                                     | Marcelino Leal Sanches                                        |
|        | ADI    | Minister für Arbeit und Soziales                                                  | Carlos Gomes bis 2016 Emílio Fernandes Lima ab 2016           |